# Karin Hagås
Karin Hagås, född 6 augusti 1985, är en svensk skådespelare.
Hagås började som barnskådespelare och debuterade 1992 i TV-serien En komikers uppväxt.

## Filmografi
- 1992 – En komikers uppväxt (TV-serie)
- 1994 – Fallet Paragon (TV-serie)
- 1994 – Fritänkaren – filmen om Strindberg
- 1995 – Radioskugga (TV-serie)
- 1995 – När alla vet
- 1996 – Beep's värld
- 1997 – Chock 7 – I nöd och lust
- 2000 – Nya tider (TV-serie)
- 2004 – Linné och hans apostlar (TV-serie)
- 2005 – Medicinmannen (TV-serie)

## Teater

### Roller
| År   | Roll          | Produktion                    | Regi              | Teater   |
| ---- | ------------- | ----------------------------- | ----------------- | -------- |
| 1998 | Barn i staden | Råttfångaren Rikard Bergqvist | Agneta Ehrensvärd | Dramaten |